# Könyvtár- és információtudomány
A könyvtártudomány tárgya az információforrások – a könyvek, dokumentumok, rögzített ismeretek – összegyűjtése, rendszerezése, feldolgozása, tárolása, megőrzése, visszakeresése és használatuk biztosítása. E kérdéskörök legtöbbször könyvtári tevékenységekhez kapcsolódnak, de felmerülhetnek egy–egy bibliográfia megszerkesztése, szakirodalmi adatbázis megtervezése vagy valamely információs rendszer használatának vonatkozásában is. 
A könyvtártudomány hagyományos tárgykörei:
- a könyvtár berendezése
- állományalakítás
- katalogizálás
- osztályozás
- olvasószolgálat
- raktározás
- állományvédelem.

Alkalmazási területe a számítástechnika és az infokommunikációs technológia erőteljes fejlődése következtében a 20. század második felében paradigmaváltáson esett át: a hangsúly a könyvek és más hordozók kezeléséről áttevődött az ismeretek, a tudás kezelésére: az információ- vagy tudásszervezésre (information/knowledge organization). Az ismeret- vagy tudásreprezentáció, az ismeret- vagy tudásszervezés és a tartalomszolgáltatás vált központi kérdéskörévé. A más tudományágazatok határterületeivel való szorosabb összefonódást és hangsúlyeltolódást domborítja ki az információtudomány megnevezés. A szakterület új angol elnevezése: Library and Information Science, azaz Könyvtár- és információtudomány.